# Kinkaid Act
Kinkaid Act é uma emenda ao Homestead Act de 1862, alterando a quantidade da área a ser reclamada por pioneiros em 37 condados no estado de Nebraska, nos Estados Unidos da América.
A lei foi assinada pelo presidente Theodore Roosevelt em 28 de abril de 1904 e entrou em vigor em 28 de junho do mesmo ano.